# L'Œuvre d'art à l'époque de sa reproductibilité technique
L'Œuvre d'art à l'époque de sa reproductibilité technique (en allemand : Das Kunstwerk im Zeitalter seiner technischen Reproduzierbarkeit) est un essai de philosophie de l'art de Walter Benjamin. 

## Présentation générale

### Contenu
Walter Benjamin annonce dès l'avant-propos que ce travail s'effectue dans une perspective marxiste, d'une part parce qu'il s’attelle à l'analyse de la superstructure artistique que Karl Marx n'avait pas pu développer, d'autre part parce qu'il l'écrit dans une dynamique pratique contre le fascisme et pour des exigences révolutionnaires.
Par ailleurs l'analyse socio-historique ici mise en œuvre laisse voir une épistémologie sous-jacente fortement influencée par le matérialisme dialectique.

### Histoire de la publication
Rédigé initialement en 1935 pour être publié en revue où le texte fut dénaturé, il fut finalement édité de façon posthume à partir de 1955 dans une version qui respectait les choix de son auteur, ceux de la version de 1939, et n'a eu de cesse ensuite de connaître auprès des publics un succès grandissant, sans doute à cause de la numérisation des images, processus qui permet actuellement leur multiplication et leur grande diffusion.

### Traductions
La première édition de ce texte est une traduction intitulée en français « L’œuvre d’art à l’époque de sa reproduction mécanisée » par Pierre Klossowski : elle est parue dans la revue scientifique Zeitschrift für Sozialforschung (5e année, 1, 1936, p. 40-68) à Paris à la Librairie Félix Alcan. Cette revue est l'organe officiel de l'Institut de recherche sociale en exil, entre Genève et Amsterdam, depuis son départ de Francfort du fait du nazisme. Cette situation à la fois dramatique et complexe sur le plan éditorial explique pourquoi Walter Benjamin va en partie renier cette version traduite par Klossowski mais défigurée par les éditeurs de la revue, car elle ne correspond pas à son texte de 1935. Se sentant dépossédé, Benjamin reviendra ensuite plusieurs fois sur son texte, contrarié par les contraintes de son propre exil à Paris.
Le titre actuel en français de l'essai est L'Œuvre d'art à l'époque de sa reproductibilité technique, directement traduit du titre allemand proposé par Benjamin (Das Kunstwerk im Zeitalter seiner technischen Reproduzierbarkeit). La version proposée d'abord aux lecteurs allemands à partir de 1955 par les soins de Theodor Adorno prend en compte les changements intervenus entre-temps dans le corps même du texte mais surtout revient au manuscrit de 1935, revu et corrigé par Benjamin lui-même, jusqu'à l'ultime version, celle de 1939.  

## Résumé

### Avant-propos
L'avant-propos de l'ouvrage commence par une réflexion sur l'évolution de la théorie marxiste de la superstructure. L'analyse marxienne date, dit-il, des prémices de la révolution industrielle ; à ce titre, son étude de la superstructure idéologique doit être mise à jour. Il est ainsi nécessaire d'établir une thèse sur « les tendances évolutives de l'art dans les conditions de production des temps présents ». Une analyse marxiste doit écarter certains concepts traditionnels, comme « la création et le génie, la valeur intemporelle et le mystère », qui sont utilisés de manière « incontrôlée », et sont exploités abondamment par les régimes fascistes. Benjamin veut que ses propos soient « utilisables pour formuler des exigences révolutionnaires dans la politique de l'art ».

### Chapitre I
Dans le premier chapitre, Benjamin part d'une constatation : « l’œuvre d'art a toujours été fondamentalement reproductible ». Ce qu'un homme a fait peut toujours être reproduit par un autre. Le système d'enseignement composé des maîtres et des élèves se fonde sur une telle dynamique ; « des tiers mus par l'appât du gain » ont toujours cherché à reproduire des œuvres. Ce qui est inédit, toutefois, est la « reproduction technique » de l’œuvre. Cette reproduction technique a émergé petit à petit, s'imposant « par intermittence » dans l'histoire : les Grecs connaissaient le procédé de la fonte et de la gravure ; seules les pièces de monnaie, les terres cuites et les bronzes pouvaient être fabriqués en série. L'imprimerie, des siècles plus tard, constitue un cas particulier des débuts de la reproductivité. Au XIXe siècle, la lithographie a marqué un tournant, en donnant « pour la première fois la possibilité à l'art graphique de mettre ses produits sur le marché non pas seulement de façon massive [...] mais dans des présentations chaque jour nouvelle ». La photographie a rapidement surpassé la lithographie, et la main a été, pour la première fois, « libérée des obligations artistiques ». Or, « l’œil [de la caméra] saisissant plus vite que la main ne dessine », le processus de reproduction de l'image a été « monstrueusement accéléré ». D'où l'émergence du cinéma. Benjamin donne à son essai son objectif : observer comment la reproduction de l’œuvre d'art et l'art filmique agissent en retour sur « l'art dans sa forme traditionnelle ».

### Chapitre II
Dans un deuxième chapitre, Benjamin aborde la question du caractère unique de l’œuvre d'art. La meilleure des reproductions ne saurait reproduire « l'ici-et-maintenant de l’œuvre d'art », c'est-à-dire « le caractère absolument unique de son existence ». L'histoire s'accomplit par cette présence unique : « doivent être prises en compte les transformations connues par l’œuvre au fil du temps dans sa structure physique », mais aussi « les divers rapports de propriété dont elle put être l'objet ». Or, c'est cet ici-et-maintenant qui détermine l'authenticité de l'original. Dans la reproduction, « ce qui se met à vaciller [...] c'est l'autorité même de la chose ».  
Benjamin expose sa thèse principale : « ce qui dépérit à l'époque de la reproductibilité technique de l’œuvre d'art, c'est son aura ». La technique de reproduction a pour effet de « détache[r] l'objet reproduit du domaine de la tradition » ; face au caractère unique de l’œuvre d'art ancienne, il y a des « copies produites en masse ». Cela conduit à « un violent ébranlement de la chose transmise », « une déstabilisation de la tradition ». Benjamin voit là, et notamment dans le cinéma qui est « leur agent le plus puissant », la « liquidation de la valeur de la tradition dans l'héritage culturel ».  

### Chapitre III
Dans le troisième chapitre, s'inspirant du matérialisme historique, Benjamin soutient que « les modalités d'organisation de la perception sensorielle » se transforment « sur de longues périodes historiques ». L'aura (de) est « l'apparition unique d'un lointain » ; la nature a une aura, que l'on ressent par exemple lorsqu'on suit du regard, « un calme après-midi d'été, une chaîne montagneuse à l'horizon ». Le déclin de l'aura s'explique : les masses exigent de « rendre les choses plus proches de soi spatialement et humainement » ; ces mêmes masses veulent aussi « évacuer l'unicité de chaque réalité à travers sa reproduction, dans la réception de cette reproduction ».  

### Chapitre IV
Benjamin clarifie le rapport entre l'unicité de l’œuvre d'art et son intégration dans la tradition. La tradition est changeante et vivante : « une statue antique de Vénus [...] se situait pour les Grecs [...] dans un autre rapport à la tradition que pour les clercs du Moyen Âge, qui voyaient en elle une idole funeste ». Mais ce qui s'imposait à chacun était l'unicité de l’œuvre, c'est-à-dire son aura. L'insertion originaire de l’œuvre d'art dans la tradition « trouvait son expression dans le culte », car les œuvres les plus anciennes ont souvent eu trait « au service d'un rituel, d'abord magique, ensuite religieux ». Benjamin résume sa pensée : « la valeur unique de l’œuvre d'art authentique se fonde dans le rituel, où elle trouve sa valeur d'usage originelle et première ».
L'art a « sent[i] venir la crise » avec l'avènement de la photographie, et a répondu « par la doctrine de l'art pour l'art », qui a « adopt[é] pour forme l'idée d'un art pur ne rejetant pas seulement toute fonction sociale, mais aussi toute détermination à travers un sujet prenant figure ». La reproductibilité technique est un tournant car elle « émancipe l’œuvre d'art, pour la première fois dans l'histoire universelle, de l'existence parasitaire qu'elle menait dans le rituel ». Ainsi, « l’œuvre d'art reproduite devient, dans des proportions toujours plus importantes, la reproduction d'une œuvre d'art conçue pour la reproductibilité ».

### Chapitre V
La réception d'une œuvre d'art « adopte divers accents », partagés en deux pôles : « l'un a trait à la valeur cultuelle de l'art, l'autre à sa valeur d'exposition ». Benjamin réaffirme le lien génétique entre la production artistique et les cultes. D'ailleurs, « l'élan que l'homme de l'âge de pierre représente sur les parois de sa grotte est un instrument magique ». Aujourd'hui, la valeur cultuelle d'une œuvre est liée à ce qu'elle est « dissimulée au regard » (par exemple, « certaines statues de divinités sont seulement accessibles au prêtre dans le sanctuaire »). Avec le temps, les pratiques artistiques se sont émancipées du rituel, et l'exposabilité a eu une place croissante. Il remarque par exemple que « l'exposabilité du panneau peint est plus grande que celle de la mosaïque ou de la fresque qui le précédèrent ». La reproduction technique de l’œuvre d'art a permis d'accroître l'exposabilité des œuvres. 
Parce que les œuvres d'art sont reconnues en vertu de leur valeur d'exposition aujourd'hui, elles sont immédiatement dotées d'une « fonction artistique », là où il a fallu attendre des millénaires pour que les élans peints dans les grottes préhistoriques fussent considérés comme ayant une fonction artistique, et non seulement cultuelle.

### Chapitre VI
La photographie est telle que « la valeur d'exposition refoule sur toute la ligne la valeur cultuelle ». Mais la valeur cultuelle résiste à ce refoulement, et son dernier retranchement est le « visage humain » ; cela explique pourquoi « le portrait occupe une place centrale dans la photographie des débuts ». La valeur cultuelle essaie de se maintenir dans « le culte du souvenir des êtres aimés éloignés ou disparus » ; l'aura « fait signe pour la dernière fois » dans « l'expression fugitive d'un visage humain ». Sans visage, alors la valeur d'exposition se montre supérieure, en photographie, à la valeur cultuelle.

### Chapitre VII
Le XIXe siècle a vu les théoriciens se déchirer « quant à la valeur artistique respective » des productions de la peinture et de la photographie. Cette querelle a manifesté un bouleversement historique : l'art a été privé de son fondement cultuel par le fait de la reproductibilité. Selon Benjamin, on a cherché à savoir si la photographie était un art, « sans se demander d'abord si la nature entière de l'art ne s'était pas transformée avec l'invention de la photographie ». 
La théorie du cinéma a été caractérisée par une « violence aveugle » : Abel Gance a considéré qu'il s'agissait d'un « prodigieux retour en arrière », et que l'on était « revenus sur le plan d'expression des Égyptiens » ; Alexandre Arnoux a dressé un parallèle entre le cinéma et le culte (« tous les termes hasardeux que nous venons d'employer ne définissent-ils pas la prière ? »). Franz Werfel a lui affirmé que le cinéma n'est pas encore un art « parce qu'il s'est contenté de donner une stérile copie du monde extérieur ».

### Chapitre VIII
Benjamin revient sur la singularité du cinéma par rapport au théâtre. Alors qu'au théâtre, l'acteur seul présente au public sa performance, la performance de l'acteur de cinéma « est présentée au public par l'intermédiaire d'un appareillage » qu'est le montage. L'acteur de cinéma perd ainsi la possibilité « d'adapter sa prestation au public au cours de la représentation ». Par conséquent, « le public ne se lie sur le mode de l'identification à l'acteur qu'en se liant sur le même mode à l'appareillage. Il endosse donc le modus operandi de cet appareillage : il teste ». Ce processus rend impossible une valeur cultuelle.

### Chapitre IX
Le cinéma change la donne pour le comédien, car il doit se présenter comme un autre lui-même non pas au public, mais à la caméra, qui permet un montage qui le modifie. Le comédien joue « pour un appareillage », ce qui fait que, comme le relève Luigi Pirandello, « les acteurs de cinéma se sentent comme en exil », de la scène et d'eux-mêmes. Le cinéma fait que, et c'est selon Benjamin une première, « l'homme se retrouve en situation de devoir agir, certes avec sa personne vivante entière, mais dans le renoncement à son aura », car l'aura « est liée à son ici-et-maintenant », et il ne peut en exister aucune reproduction. 
Le procédé de production du film, qui est fragmenté, où des scènes qui se suivent peuvent être tournées à des semaines d'intervalle, est un symptôme de cette dépossession par le comédien de sa performance. Benjamin conclut : « Rien ne montre plus radicalement que l'art a fui le domaine de la belle apparence qui, longtemps, passa pour être le seul où il pouvait prospérer ». 

### Chapitre X
Le cinéma a transformé le rapport de l'acteur au public de différentes manières ; la plus violente d'entre elles est que, au cinéma, l'acteur de cinéma « sait, tandis qu'il se tient devant l'appareillage, que c'est au public qu'il a affaire en dernière instance : au public des acheteurs, qui constituent le marché ». Il y expose sa force de travail, mais aussi tout son corps. Cela peut expliquer « l'angoisse nouvelle qui [...] s'empare de l'acteur devant l'appareillage ».  
Benjamin traite ensuite de l'influence néfaste de l'industrie. Afin de compenser le « rétrécissement de l'aura », le cinéma répond par « le façonnage artificiel, à l'extérieur du studio, d'une personality », avec un culte des stars encouragé qui « entretien ce magnétisme de la personnalité ». Ce magnétisme a le « charme putride de son caractère mercantile ». Tant qu'elle « donnera le ton », le cinéma n'aura « aucun mérite révolutionnaire nouveau », ni ne pourra promouvoir une « critique révolutionnaire des conceptions traditionnelles de l'art ». 
Il regrette le caractère de plus en plus fou de la séparation entre les acteurs et le public, que l'on trouve à l’œuvre dans le domaine littéraire : n'importe qui semble pouvoir se faire publier, envoyer un courrier qui sera ensuite reproduit dans un journal. Les spectateurs se font ainsi demi-experts.

### Chapitre XI
Benjamin critique le cinéma sur ce qu'au théâtre, il est « presque impossible de reconnaître le caractère illusoire des évènements », là où dans le cinéma, la « nature illusoire est une nature au second degré » du fait du montage. Il file ensuite une métaphore au sujet du chirurgien et du guérisseur ; le chirurgien « effectue une intervention à l'intérieur même du corps du malade », là où le guérisseur « maintient la distance naturelle entre le patient ». De la même manière, l'opérateur de la caméra « au contraire, pénètre profondément dans le tissu de la réalité ». La représentation filmique de la réalité est aujourd'hui « incomparablement plus riche de significations, car elle apporte une vision de la réalité émancipée de l'appareil », et « n'y parvient précisément que parce qu'elle pénètre cette réalité de la façon la plus intensive au moyen de l'appareillage ».

### Chapitre XII
Walter Benjamin soutient que « la reproductibilité technique de l’œuvre d'art modifie le rapport de la masse à l'art ». La masse, même parmi les plus rétrogrades, hostile à un Pablo Picasso, « devient des plus progressistes, par exemple devant un Chaplin ». Le cinéma a pour effet de faire manifester les réactions des individus. Le cinéma organise une réception collective simultanée, là où, dans la peinture, la réception était graduée. 

### Chapitre XIII
Benjamin utilise des outils issus de la psychanalyse pour analyser le cinéma. Dans le cinéma, « à un espace consciemment exploré par l’homme se substitue un espace qu’il a inconsciemment pénétré ». La caméra permet de faire « l'expérience de l'inconscient optique », comme on fait l'expérience, « à travers la psychanalyse, de l'inconscient pulsionnel ».

### Chapitre XIV
L'art suscite « une demande dont la pleine satisfaction ne peut être exaucée pour la raison précise qu[e l'art] est, par définition, en avance sur son temps ». Le foyer d'énergie de l'art est ce qui produit les « extravagances et les outrances artistiques » ; ainsi, le dadaïsme « tenta de provoquer, au moyen de la peinture (ou de la littérature), les effets que le public recherche aujourd'hui au cinéma ». 

### Chapitre XV
Benjamin relève que Georges Duhamel a critiqué le cinéma en soulignant que les masses de participants ont entraîné une « mutation du mode de participation » des masses à l'art. Le cinéma serait, selon Duhamel, « un divertissement d'ilotes, un passe-temps d’illettrées », « un spectacle qui ne demande aucun effort ». Pour prendre conscience des effets de l'art, il faut se la figurer « à travers l'usage et à travers la réception » ; il distingue ainsi une « réception tactile et [...] une réception optique ». 
La tâche la plus lourde de l'art, et aussi la plus importante, est de mobiliser les masses comme il le fait avec le cinéma. Du fait de son effet-choc, « le cinéma va au-devant de cette forme de réception ». 

### Épilogue
Selon Benjamin, « la prolétarisation endémique des hommes d'aujourd'hui et l'éducation toujours améliorée des masses sont les deux aspects d'un seul et même phénomène ». Le fascisme est ce régime qui tente de réorganiser les masses prolétarisées sans jamais s'attaquer aux rapports de production et de propriété. Le fascisme est une « esthétisation de la vie politique ». L'esthétisation de la politique culmine en la guerre, qui permet d'assigner un objectif aux masses, « tout en préservant les rapports de propriété existants ».  

## Thèses

### Modernité et déperdition de l'aura
Walter Benjamin développe ici sa thèse sur la déperdition de l'aura. 
À l'inverse des icônes qu'on voyait, par exemple, dans les églises orthodoxes, où l'emplacement et la vibration de l'œuvre étaient uniques, propres à une communication mystique, les œuvres issues des techniques de reproduction de masse, notamment par le biais de l'imprimerie, la photographie, accélérés et démultipliés par les processus photomécaniques, chimiques et électriques, ont contribué à la déperdition de l'aura propre d'une œuvre unique, désincarnée par sa reproductibilité. 
Benjamin propose également une analyse de l'image cinématographique (une projection), ainsi qu'une réflexion sur la dimension politique et sociale de l'art à l'époque de la reproductibilité technique.
Cette thèse a été remise au goût du jour notamment à travers la critique d'art contemporain, à la fin des années 1990, qui y voyait une prémonition du changement de statut de l'œuvre d'art à l'heure des débuts de la numérisation qui permet la multiplication et la transmission exponentielle des images. 
Par ailleurs, le début du XXe siècle, avec le dadaïsme notamment que Benjamin connaissait bien, des œuvres éphémères et iconoclastes ont modifié la perception et le statut de l'œuvre d'art, dépouillé des ornements classiques conférant aux œuvres d'art un statut sacré à travers leur beauté platonicienne et leur immuabilité. Le pop art a consacré la sérialisation industrielle d'artefacts — mais bien avant lui, la publicité que là encore Benjamin avait étudiée et collectionnée —, sans intervention nécessaire de l'artiste ; cette désincarnation de l'œuvre d'art a contribué par la suite à l'émergence de la performance, forme d'expression « authentique » douée d'une aura psychique quoique momentanée. 
Ainsi, Walter Benjamin anticipe un thème central de l'esthétique contemporaine, où se retrouvent Marshall McLuhan ou Herbert Marcuse par exemple. L'Œuvre d'art à l'époque de sa reproductibilité technique est un des textes majeurs de l'histoire de l'art, souvent utilisé comme référence, mais plus globalement, il est un texte fondateur quant à l'histoire des images : collectionneur et historien, attaché à relier passé et présent, à réfléchir l'instant dans ce qu'il peut avoir de charge prophétique, Benjamin se voulait historiographe. Ce texte s'inscrit donc parfaitement dans la logique de sa pensée.
Sa réflexion tourne autour de trois axes : la reproduction technique et ses conséquences sur l'art, l'image cinématographique et le cinéma, art de masse à dimension politique et sociale.

### La reproduction technique et ses conséquences sur l'art
Pour Benjamin, l'art est par nature reproductible. Cette constatation l'amène à réfléchir sur le rôle et la place que les moyens de reproduction occupent dans le champ artistique : les techniques de reproduction modifient la réception des œuvres passées, mais, surtout, ces nouvelles techniques s'imposent comme de nouvelles formes d'art. Cette réflexion, il la puise chez Eduard Fuchs qu'il considère comme pionnier sur cette question.
Ce qui se perd dans l'œuvre d'art à l'époque de sa reproductibilité technique, c'est l'aura de l'œuvre, son hic et nunc (« ici et maintenant »). Benjamin définit l'aura d'un objet par « l'unique apparition d'un lointain si proche soit-il ». Il élabore une théorie des variations de la perception de l'homme face à l'œuvre d'art changeante à cause des nouvelles technologies.
Ce qui se dégage de la réflexion de Benjamin, c'est que le développement des techniques de reproduction a modifié la perception du spectateur, qui paradoxalement a l'impression que l'art lui est plus accessible (il peut avoir accès à des images en permanence), alors qu'en même temps ces images lui révèlent leur absence. 

### Analyse de l'image cinématographique
Benjamin établit avec L'Œuvre d'art à l'époque de sa reproductibilité technique une analyse du cinéma et des images qu'il donne à voir. Pour lui, l'acteur de cinéma perd son aura, son corps est comme subtilisé par l'appareil cinématographique, il ne devient plus qu'une image soumise au regard du public ou, comme le définit Rudolf Arnheim cité par Benjamin, un simple accessoire.
Benjamin s'intéresse à la façon dont le spectateur perçoit l'image cinématographique : pour lui, le spectateur est comme hypnotisé face à cette image qui lui offre une représentation du réel. En même temps cette image lui permet d'acquérir une nouvelle façon de percevoir le monde, un espace auquel l'homme n'avait pas conscience d'appartenir.
L'aura disparaît avec la reproduction technique, mais c'est en même temps l'apparition de celle-ci qui en montre l'absence, qui la révèle ; comme le dit Bruno Tackels : « L'aura n'existe pas avant la reproduction, qui en serait comme le moment de destruction. L'aura ne prend véritablement forme… que dans son épuisement, généré par l'essor inéluctable des techniques de reproduction. C'est au moment où le reproductible envahit le champ anciennement habité par l'aura, c'est au moment de sa destruction radicale que l'aura peut apparaître et devenir visible pour l'œil moderne ».

### Le cinéma, art de masse à dimension politique et sociale
Benjamin n'est pas nostalgique du déclin de l'aura, pour lui, cette perte est même à l'origine de la création de l'œuvre d'art. Les œuvres s'appuyant encore sur cette notion d'aura sont en fait liées au fascisme ou à toute autre domination qui provoque une esthétisation de la vie politique. L'idée de Benjamin est que, de tout temps, l'art n'avait en fait jamais été autonome et qu'il était sous l'emprise de valeurs extérieures comme la religion ; l'aura de l'œuvre d'art n'a, en fait, jamais existé et n'est que « l'intrusion d'un pouvoir exogène décidé à pénétrer le champ de l'art pour mieux assujettir le monde ». La perte de l'aura ne signifie pas la disparition de l'œuvre d'art mais au contraire son existence véritable.
Pour Benjamin, l'apparition du cinéma a changé le comportement du spectateur face à l'art. Les spectateurs ne sont plus dans la passivité et le recueillement, les masses deviennent actives, elles participent à l'art et à son fonctionnement. C'est l'émergence des masses, issues des techniques de reproduction, qui rend possible les transformations de l'art et la façon de le percevoir. Le phénomène de masse et la grande quantité des œuvres d'art permettent, selon Benjamin, à l'art de se libérer de tout pouvoir fasciste et de toute aliénation des masses.
Mais, dès lors, avec cette théorie développée par Benjamin, on peut se demander si l'appropriation de l'art par les masses ne conduit pas à transformer l'œuvre d'art en marchandise et à la fétichiser. Ainsi, pour le philosophe Theodor Adorno, ces nouvelles formes artistiques libèrent certes l'œuvre d'art de son emprise politique et religieuse, mais l'utilisation que la masse fait de l'art entraîne en même temps la fin de celui-ci par un processus de marchandisation.

## Critiques contemporaines
À la fin du XXe siècle l'analyse de Walter Benjamin est contestée, notamment par Antoine Hennion et Bruno Latour qui relèvent les erreurs et les incompréhensions véhiculées par Benjamin.